# Sinner's Serenade
Sinner's Serenade è il primo album degli Eternal Tears of Sorrow, pubblicato nel 1997.

## Tracce
1. Dawn – 0:52
2. Another One Falls Asleep – 5:37
3. The Law of the Flames – 3:41
4. Dirge – 5:26
5. Into the Deepest Waters – 1:58
6. Sinner's Serenade – 5:02
7. My God, the Evil Wind – 4:40
8. March – 4:56
9. Bard's Burial – 1:29
10. The Son of the Forest – 4:23
11. Empty Eyes – 5:39

## Formazione
- Altti Veteläinen − voce, Basso
- Jarmo Puolakanaho − Chitarra, tastiere
- Olli-Pekka Törrö − Chitarra, tastiere